# Janko Schopow
Janko Schopow (* 9. August 1954 in Kotel) ist ein bulgarischer Ringer. Er wurde 1979 Weltmeister im griechisch-römischen Stil im Weltergewicht.

## Werdegang
Janko Schopow begann als Jugendlicher mit dem Ringen und durchlief in Bulgarien auf Grund seines Talentes die dort zu kommunistischen Zeiten üblichen Fördermaßnahmen. Er war Student und startete bei einer Größe von 1,71 Metern im Weltergewicht (Klasse bis 74 kg Körpergewicht). Er rang ausschließlich im griechisch-römischen Stil.
Seinen ersten Start bei einer internationalen Meisterschaft absolvierte er 1974 bei der Junioren-Europameisterschaft im schwedischen Haparanda, wo er vor dem sowjetischen Sportler Taimuraz Abchasawa und Victor Prentiu aus Rumänien gewann. Im Jahre 1975 war er erstmals auch in Deutschland am Start. Er belegte dabei beim Großen Preis der Bundesrepublik in Aschaffenburg hinter Gheorghe Ciobotaru aus Rumänien und vor den beiden deutschen Ringern Karl-Heinz Helbing und Hans-Joachim Klötzing den 2. Platz. Im gleichen Jahr wurde er auch bei der Weltmeisterschaft in Minsk eingesetzt, wo er im Weltergewicht nach fünf gewonnenen Kämpfen im Finale dem erfahrenen sowjetischen Sportler Anatoli Bykow gegenüberstand, gegen den er knapp nach Punkten verlor und damit Vize-Weltmeister wurde.
Seinen ersten Sieg bei einer internationalen Meisterschaft gelang ihm 1976 bei der Europameisterschaft in Leningrad. Er siegte dort u. a. über so starke Ringer wie Petros Galaktopoulos, Griechenland, Gheorghe Ciobotaru und im Endkampf über Josif Berischwili aus der Sowjetunion. Damit wurde er Europameister. Es war für ihn dann sehr enttäuschend, dass er bei den Olympischen Spielen 1976 in Montreal nur zu einem Sieg über den Ungarn Mihály Toma kam und danach nach Niederlagen gegen Vitezlav Macha aus der CSSR und Karl-Heinz Helbing schon nach der dritten Runde ausscheiden musste und nur den 10. Platz belegte.
1977 gewann Janko Schopow mit dem 3. Platz bei der Europameisterschaft in Bursa und dem 2. Platz bei der Weltmeisterschaft in Göteborg zwei Medaillen. In Bursa unterlag er gegen Gheorghe Ciobotaru, Vitezlav Macha und Klaus-Peter Göpfert aus der DDR, in Göteborg gegen Anatoli Bykow und Vitezlav Macha. Im Kampf gegen Ferenc Kocsis aus Ungarn wurden beide Ringer wegen Passivität disqualifiziert.
1978 gewann er bei der Europameisterschaft in Oslo wiederum die Bronzemedaille. Er unterlag dabei dort nur gegen Ferenc Kocsis (Ringer)|Ferenc Kocsis. Bei der Weltmeisterschaft in Mexiko-Stadt kam er nur auf den 5. Platz. Seine Niederlage gegen den sowjetischen Starter Arif Niftulajew war dafür ausschlaggebend.
Im Jahre 1979 war er nur bei der Weltmeisterschaft in San Diego am Start. Er besiegte dort u. a. seine alten Rivalen Stanisław Krzesiński aus Polen, Gheorghe Ciobotaru, Karl-Heinz Helbing und den Schweden Lennart Lundell. Im Endkampf stand er dann wieder einmal Ferenc Kocsis gegenüber. Beide Ringer, die sich aus vielen Turnieren und gemeinsamen Trainingslagern bestens kannten, erzielten in diesem Kampf keine Wertungen und wurden daraufhin beide wegen Passivität disqualifiziert. Dieses Ergebnis reichte für Kocsis zum Titelgewinn, während Janko Schopow auf den undankbaren 4. Platz zurückgefallen wäre. Die Bulgaren protestierten gegen diese Auslegung des Reglements und bekamen Recht. Das Kampfgericht konnte daraufhin keine andere Entscheidung treffen, als auch Janko Schopow zum Weltmeister zu erklären.
Bei den Olympischen Spielen 1980 in Moskau, wo wegen des Olympiaboykotts der westlichen Staaten nur ein Teil der Weltklasse am Start war, verpasste Janko Schopow wiederum wie schon 1976 eine Medaille. Er besiegte dort zwar u. a. seinen Angstgegner Vítězslav Mácha, unterlag aber gegen Ferenc Kocsis und Anatoli Bykow und landete damit auf dem undankbaren 4. Platz.
Nach diesen Olympischen Spielen startete Janko Schopow noch bei der Weltmeisterschaft 1981 in Oslo und bei der Europameisterschaft 1982 in Warna. Bei beiden Veranstaltungen erreichte er aber nicht mehr die Form der Jahre von 1975 bis 1980 und landete jeweils auf dem 6. Platz.

## Internationale Erfolge
| Jahr | Platz | Wettbewerb                                                   | Gewichtsklasse | Ergebnisse |
| 1974 | 1.    | Junioren-EM (Espoirs) in Haparanda                           | Welter         | vor Taimuras Abchasawa, UdSSR u. Victor Prentiu, Rumänien |
| 1975 | 5.    | "Klippan"-Turnier in Klippan/Schweden                        | Welter         | hinter Wladimir Semkow, UdSSR, Jan Karlsson, Schweden, Veikko Lavonen, Finnland u. Karl-Heinz Gansserich, BRD |
| 1975 | 2.    | Großer Preis der Bundesrepublik Deutschland in Aschaffenburg | Welter         | hinter Gheorghe Ciobotaru, Rumänien, vor Karl-Heinz Helbing u. Hans-Joachim Klötzinng, bde. BRD |
| 1975 | 2.    | WM in Minsk                                                  | Welter         | mit Siegen über Hans-Joachim Klötzing, Mikko Huhtala, Finnland, Vojislav Tabacki, Jugoslawien, Mihály Toma, Ungarn u. Murat Toklu, Türkei u. einer Niederlage gegen Anatoli Bykow, UdSSR                                  |
| 1976 | 1.    | EM in Leningrad                                              | Welter         | mit Siegen über Petros Galaktopoulos, Griechenland, Jacques van Lancker, Belgien, Josip Major, Jugoslawien, Johann Kiss, Österreich, Klaus-Peter Kossow, DDR, Gheorghe Ciobotaru u. Josof Berischwili, UdSSR              |
| 1976 | 10.   | OS in Montreal                                               | Welter         | mit einem Sieg über Mihály Toma u. Niederlagen gegen Vitezlav Macha, CSSR u. Karl-Heinz Helbing |
| 1977 | 3.    | EM in Bursa                                                  | Welter         | mit Siegen über Wladimir Semkow, Mikko Huhtala u. Stanislaus Krzezinski, Polen u. Niederlagen gegen Gheorghe Ciobotaru, Vitezlav Macha u. Klaus-Peter Göpfert, DDR                                                        |
| 1977 | 2.    | WM in Göteborg                                               | Welter         | mit Siegen über Seev Siegelbaum, Israel, Feleciano Marotto, Italien, Tage Weirum, Dänemark u. Mikko Huhtala u. Niederlagen gegen Anatoli Bykow, Vitezlav Macha u. Ferenc Kocsis, Ungarn (Doppel-Disqualifikation), Ungarn |
| 1978 | 1.    | "Werner-Seelenbinder"-Turnier in Leipzig                     | Welter         | vor Nedko Nedew, Bulgarien, Triebel, DDR u. Karl-Heinz Helbing |
| 1978 | 3.    | EM in Oslo                                                   | Welter         | mit Siegen über Carlssen, Norwegen, Karolj Kasap, Jugoslawien, Georg Brötzner, Österreich u. Stanilaus Krzezinski u. Niederlagen gegen Anatoli Bykow u. Ferenc Kocsis (Ringer)\|Ferenc Kocsis                             |
| 1978 | 5.    | WM in Mexiko-Stadt                                           | Welter         | mit Siegen über Vicente Gonzalez, Mexiko u. Lennart Lundell, Schweden u. Niederlagen gegen Gheorghe Ciobotaru u. Arif Niftulajew, UdSSR                                                                                   |
| 1979 | 2.    | "Klippan"-Turnier                                            | Welter         | hinter Arif Niftulajew, vor K. Karlsson, Schweden u. Mikko Huhtala |
| 1979 | 1.    | WM in San Diego                                              | Welter         | mit Siegen über John Matthews, USA, Stanislaus Krzezinski, Gheorghe Ciobotaru, Lennart Lundell u. Karl-Heinz Helbing, Endkampf gegen Ferenc Kocsis ohne Wertung                                                           |
| 1980 | 4.    | Großer Preis der BRD in Aschaffenburg                        | Welter         | Ferenc Kocsis, Andrzej Supron, Polen u. Anatoli Bykow |
| 1980 | 4.    | OS in Moskau                                                 | Welter         | mit Siegen über Karolj Kasap, Kaj Jägersgaard, Dänemark u. Vitezlav Macha u. Niederlagen gegen Ferenc Kocsis (Ringer)\|Ferenc Kocsis u. Anatoli Bykow                                                                     |
| 1981 | 6.    | WM in Oslo                                                   | Welter         | mit Siegen über Karl-Heinz Helbing, Karolj Kasap u. Trond Kvalheim, Norwegen u. Niederlagen gegen Alexander Kudrjawzew, UdSSR u. Wieslaw Dziadura, Polen                                                                  |
| 1982 | 3.    | Großer Preis der BRD in Freiburg                             | Welter         | hinter Andrzej Supron, Alexander Kudrjawzew u. Karolj Kasap |
| 1982 | 6.    | EM in Warna                                                  | Welter         | hinter Andrzej Supron, Roger Tallroth, Schweden, Karolj Kasap, Alexander Kudrjawzew u. Ștefan Rusu, Rumänien |